# Silva (cognome)
Silva è un cognome originario del Portogallo, diffuso principalmente nei paesi in cui prevale la lingua portoghese. Deriva dalla parola latina silva, che significa "foresta".
È il cognome più diffuso in Brasile, in quanto ex colonia portoghese, e lo si può trovare in varie zone della Galizia spagnola.
La sua variante più nota è "da Silva".

## Persone
- Carlos Alberto Silva, allenatore di calcio brasiliano
- Agostinho da Silva, filosofo portoghese
- Rafa Silva, calciatore portoghese